# Vigousse
Vigousse est un magazine hebdomadaire satirique de Suisse.

## Description
Créé par Barrigue, fils du dessinateur Piem, en collaboration avec Laurent Flutsch et Patrick Nordmann, il publie le premier numéro, le 4 décembre 2009, en version papier payante, également mise en ligne sur internet gratuitement deux mois après sa parution en version papier. Dès le 15 janvier 2010, Vigousse parait tous les vendredis.
Cette revue satirique indépendante contient toutefois de la publicité.
Parmi les intervenants réguliers se trouvent Coco, Sebastian Dieguez, Tonton Pierrick, Plonk et Replonk, Mix & Remix et Bénédicte.
Patrick Nordmann n'est plus rédacteur en chef adjoint depuis le 26 février 2013.